# Acido polilattico
L'acido polilattico (PLA), più correttamente poli(acido lattico) o polilattato, è il polimero dell'acido lattico.
Esiste in due forme enantiomeriche (L-D); solo da monomeri enantiopuri è possibile ottenere il polimero cristallino che fonde a 180 °C. Il processo di produzione ricorre alla fermentazione lattica, che produce soltanto l'isoforma L; la forma racema, ottenibile per sintesi chimica achirale, porta a un acido polilattico amorfo. Il PLA è il materiale più usato nella realizzazione di bioplastica e i suoi applicativi vanno dalle bottiglie biodegradabili ai sacchetti fino alle macchine di prototipazione rapida (le stampanti 3D a FDM - Fused Deposition Modeling).

## Preparazione
Il PLA si ottiene principalmente dagli zuccheri amidacei contenuti nelle cariossidi (semi) di piante da granella (soprattutto mais) o, in minor misura, nelle polpe radicali di colture saccarifere come la barbabietola da zucchero.
Partendo dal mais, le fasi di preparazione possono così riassumersi:
1. separazione dell'amido da fibre e glutine;
2. liquefazione e saccarificazione dell'amido;
3. fermentazione con riutilizzo nel brodo di coltura della parte proteica separata dall'amido;
4. purificazione e concentrazione delle soluzioni di sale dell'acido lattico;
5. polimerizzazione;
6. preparazione del manufatto in bioplastica.

Due stadi distinti: sintesi per via fermentativa con isolamento dell'acido L-lattico e polimerizzazione dell'acido ottenuto. La fermentazione industriale avviene grazie a un batterio del genere lactobacillus, che abbia una purezza elevata per non influenzare la purezza ottica dell'acido prodotto. Come materie prime si usano zuccheri (amidi), melasse e siero di latte. In alternativa viene utilizzato Bacillus coagulans.

## Sintesi

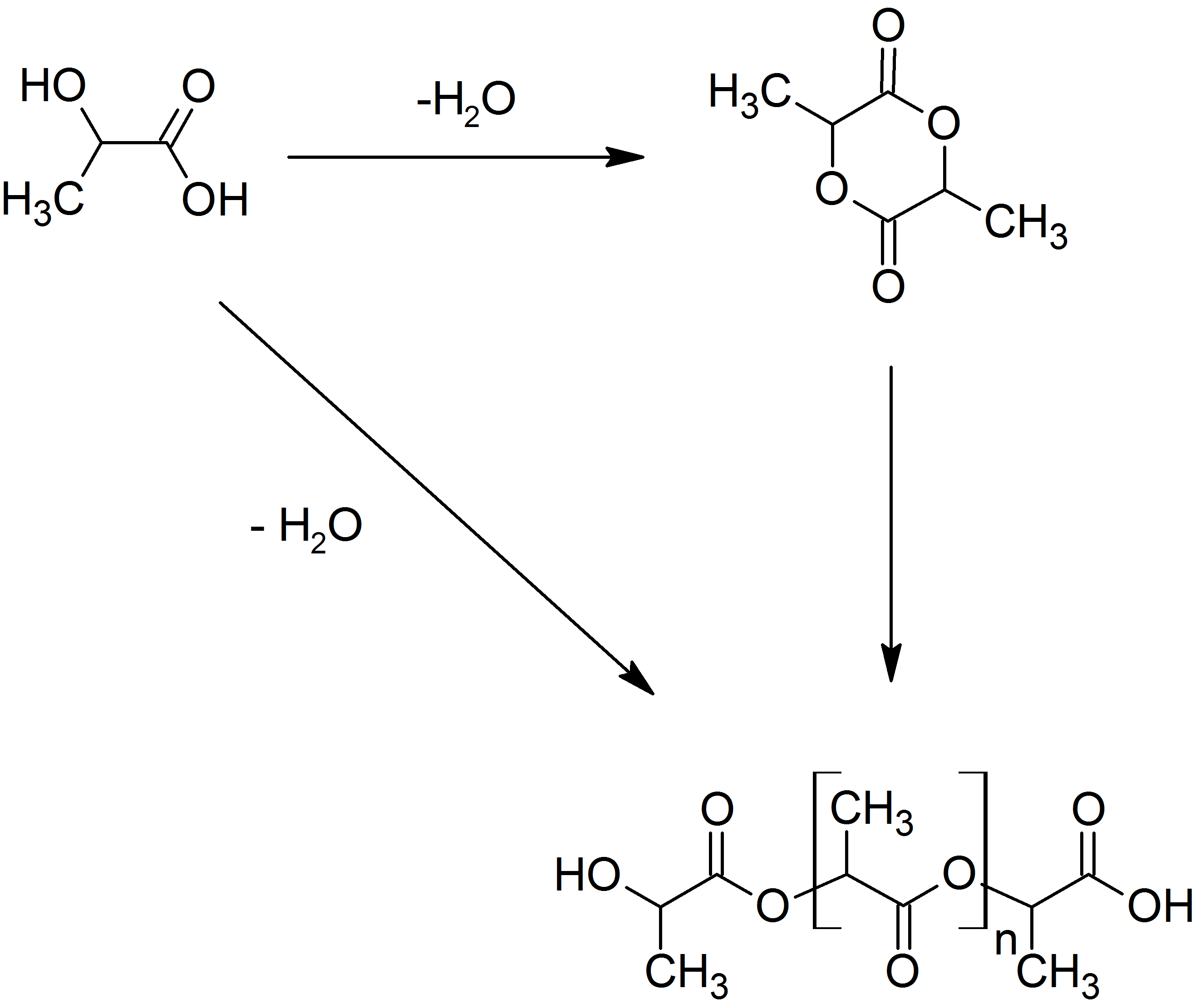
Sintesi dell'acido polilattico. Sopra formazione del lattide, sotto polimerizzazione

Il monomero è tipicamente prodotto a partire da amido vegetale fermentato come mais, manioca, canna da zucchero o polpa di barbabietola da zucchero.
Diversi percorsi industriali permettono di produrre PLA utilizzabile (cioè ad alto peso molecolare). Il più diffuso comincia da due monomeri: acido lattico e il diestere ciclico (lattide). La via più comune per produrre PLA è la polimerizzazione ad apertura dell'anello del lattide con vari catalizzatori metallici (tipicamente ottanoato di stagno) in soluzione o in sospensione solido-liquido. La reazione catalizzata dal metallo produce la miscela racema L+D del PLA, riducendone la stereoregolarità rispetto al materiale di partenza (solitamente amido di mais).
Il PLA prodotto a partire dalla miscela racemica risulta essere amorfo e non cristallino, diversamente da quello prodotto da acido lattico stereopuro.
La condensazione diretta dei monomeri dell'acido lattico può anche essere utilizzata per produrre PLA. Questo processo deve essere effettuato a meno di 200 °C; al di sopra di tale temperatura, viene generato il monomero lattidico entropicamente favorito. Questa reazione genera un equivalente di acqua per ogni fase di condensazione (esterificazione). La reazione di condensazione è reversibile e soggetta all'equilibrio, quindi è necessaria la rimozione dell'acqua per generare specie ad alto peso molecolare. La rimozione dell'acqua mediante l'applicazione del vuoto o mediante distillazione azeotropica, è necessaria per guidare la reazione verso la policondensazione. In questo modo si possono ottenere pesi molecolari di 130 kDa. È possibile ottenere pesi molecolari ancora più elevati cristallizzando accuratamente il polimero grezzo dalla massa fusa. I gruppi terminali dell'acido carbossilico e dell'alcool sono quindi concentrati nella regione amorfa del polimero solido e quindi possono reagire. Sono così ottenibili pesi molecolari di 128–152 kDa.

## Differenze con il CPLA

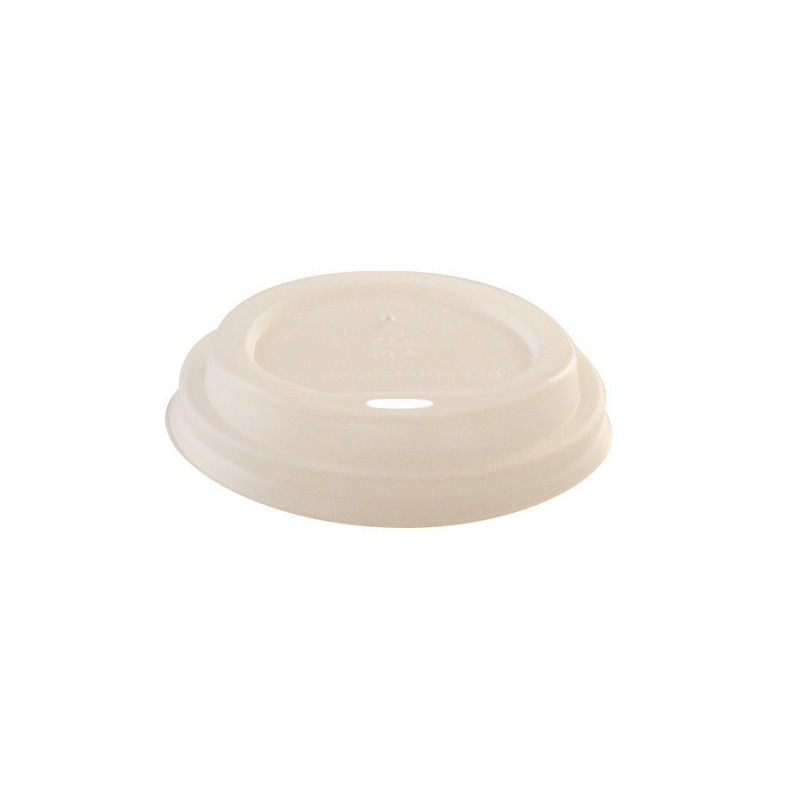
Un coperchio per bicchiere in CPLA

CPLA è la sigla utilizzata per indicare il PLA cristallizzato, ovvero un biopolimero ottenuto attraverso un processo di cristallizzazione del PLA (acido polilattico), che ne modifica le proprietà termiche e fisiche. Il PLA, nella sua forma originaria, è un materiale amorfo e trasparente, derivato da fonti rinnovabili come l’amido di mais, la barbabietola o la canna da zucchero. Tuttavia, presenta una resistenza termica limitata, generalmente fino a circa 45-50°C.
Il processo di cristallizzazione consente di organizzare la struttura molecolare del PLA in forme ordinate e stabili, aumentando significativamente la resistenza al calore fino a circa 85°C. Questo rende il CPLA particolarmente adatto a contesti in cui il materiale deve entrare in contatto con bevande o alimenti caldi.
Dal punto di vista estetico e funzionale, la cristallizzazione fa perdere al materiale la trasparenza tipica del PLA, conferendogli un aspetto opaco di colore bianco-lattiginoso.
Anche nella sua forma cristallizzata, il CPLA mantiene la compostabilità secondo la norma EN 13432, che certifica la capacità del materiale di biodegradarsi completamente in impianti industriali di compostaggio, senza lasciare residui tossici nell’ambiente.
Grazie a queste caratteristiche, il CPLA è largamente impiegato nella produzione di accessori monouso per la ristorazione sostenibile, come coperchi per bicchieri destinati a bevande calde, posate compostabili, vaschette e contenitori resistenti al calore, offrendo così un’alternativa ecologica alla plastica tradizionale di origine fossile.

## Proprietà

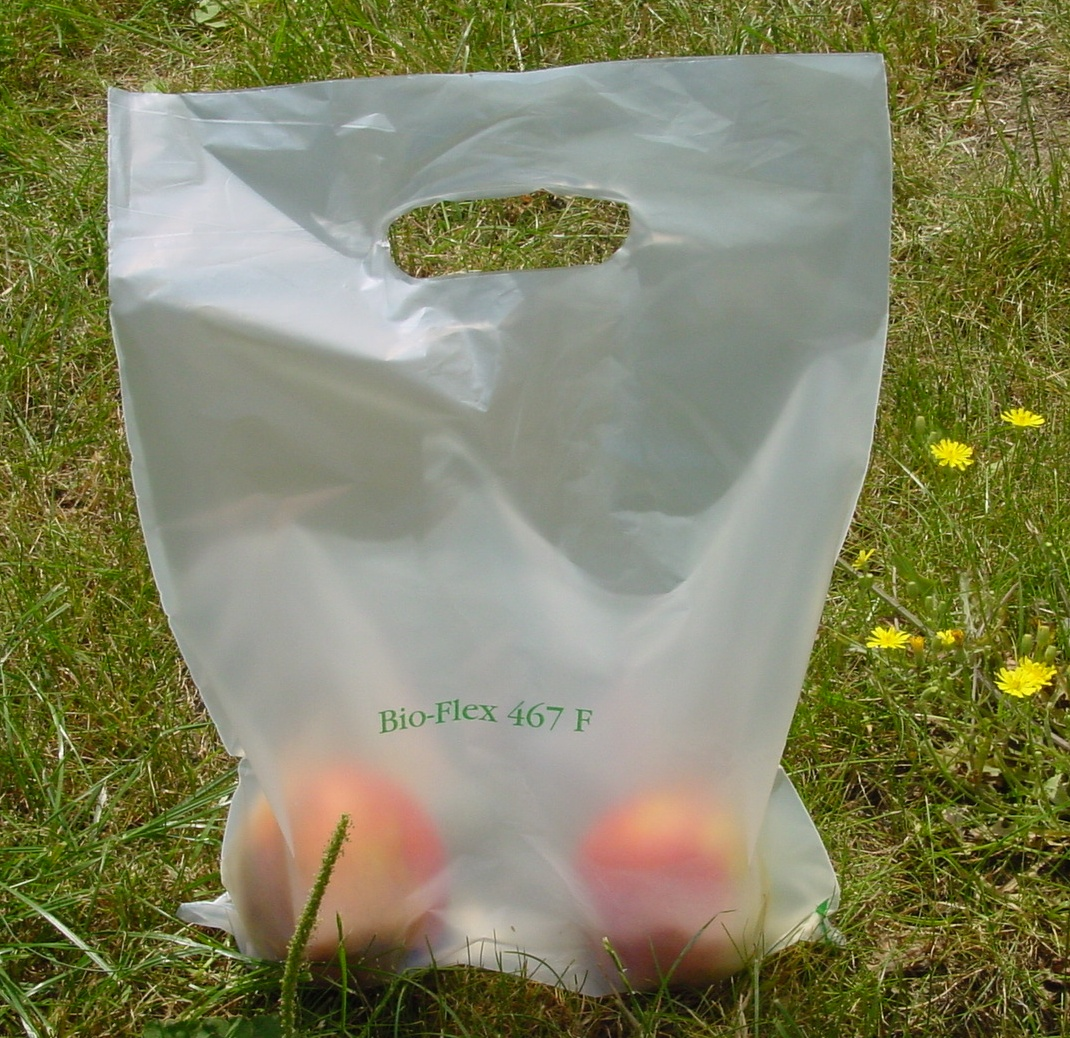
Un sacchetto in acido polilattico.

Le principali proprietà sono reologiche, meccaniche e di biodegradabilità.
- reologiche: elasticità del fuso inferiore a quella delle olefine;
- meccaniche: variano da quelle di un polimero amorfo a quelle di un polimero semicristallino; proprietà intermedie a quelle del PET e del polistirene. La temperatura di transizione vetrosa è maggiore della temperatura ambiente. Si ottengono materiali trasparenti;
- biodegradabilità: così come prodotto non risulta biodegradabile. Lo diventa in seguito a idrolisi a temperatura maggiore di 60 °C e umidità maggiore del 20% (condizioni tipiche delle compostiere urbane della frazione organica della raccolta differenziata). Le materie plastiche di utilizzo comune derivate dal petrolio hanno una vita media che può variare dai 100 fino anche ai 1000/1500 anni. Il PLA invece presenta tempi di biodegradazione molto più brevi. A seconda degli ambienti in cui viene abbandonato, ha una vita media variabile da 1 a 4 anni.

## Pro e contro
Pro:
- si può riciclare e/o farne compost;
- anche disperso in mare, una volta dissolto o ridotto a microplastiche, non è tossico né per il pesce né per l'uomo se ingerito;
- elimina la dipendenza dal petrolio;
- anche bruciato non rilascia metalli pesanti[6] o gas tossici[7];
- sostiene economicamente la filiera agricola invece che quella petrolifera.

Contro:
- non si può utilizzare per farne il compost a casa in quanto ha bisogno di condizioni industriali per essere scomposto (alta temperatura)[8];
- in una normale discarica, cioè non esposto alla luce solare, i tempi per la decomposizione sono paragonabili a quelli della normale plastica[9];
- è sufficiente una relativamente piccola quantità di PLA per contaminare una partita di raccolta differenziata di plastica petroderivata poiché non riciclabile insieme a quest'ultima, impedendone il riutilizzo e fermando i profitti per le aziende che si occupano del riciclo[7];
- se non prodotto utilizzando componenti vegetali di scarto, la coltivazione della materia prima sottrae superfici agricole destinabili alla produzione di alimenti.